# Ecnomiohyla
Ecnomiohyla é um gênero de anfíbios da família Hylidae.
As seguintes espécies são reconhecidas:
- Ecnomiohyla bailarina Batista, Hertz, Mebert, Köhler, Lotzkat, Ponce & Vesely, 2014
- Ecnomiohyla echinata (Duellman, 1961)
- Ecnomiohyla fimbrimembra (Taylor, 1948)
- Ecnomiohyla miliaria (Cope, 1886)
- Ecnomiohyla minera (Wilson, McCranie & Williams, 1985)
- Ecnomiohyla phantasmagoria (Dunn, 1943)
- Ecnomiohyla rabborum Mendelson, Savage, Griffith, Ross, Kubicki & Gagliardo, 2008
- Ecnomiohyla salvaje (Wilson, McCranie & Williams, 1985)
- Ecnomiohyla sukia Savage & Kubicki, 2010
- Ecnomiohyla thysanota (Duellman, 1966)
- Ecnomiohyla valancifer (Firschein and Smith, 1956)
- Ecnomiohyla veraguensis Batista, Hertz, Mebert, Köhler, Lotzkat, Ponce & Vesely, 2014